# 北星学园大学
北星学园大学（日文：ほくせいがくえんだいがく，英文：Hokusei Gakuen University）是一所日本私立大学，属于学校法人北星学园。该校位于北海道札幌市。創立於1962年。

## 学部・学科
- 文学系
  - 英文学科
  - 心理・应用交流学科
- 经济系
  - 经济学科
  - 经营情报学科
  - 经济法学科
- 社会福祉系
  - 福祉计划学科
  - 福祉临床学科
  - 福祉心理学科